# Christa Sevika Sangha

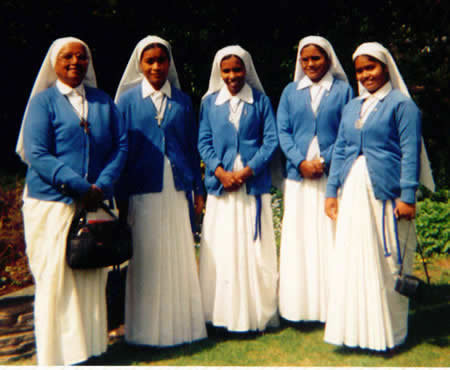

Christa Sevika Sangha (Siervas de Cristo) es una orden religiosa anglicana fundada en 1970 y radicada en Jobarpar (Bangladés). Forma parte de la Iglesia de Bangladés. Originalmente estuvo unida a las Hermanas de la Epifanía, orden de 1883; al igual que ellas tienen un largo historial de cooperación con la Misión de Óxford y suelen ser conocidas por Hermanas de la Misión de Óxford.
Se dedican a supervisar albergues juveniles y otros centros para niños. Rezan cuatro horas al día.